# Fábio Marcelino
Fábio Paranhos „Pinha” Marcelino (ur. 11 marca 1973 w São Paulo, zm. 2 kwietnia 2025) – brazylijski siatkarz, reprezentant kraju, grający na pozycji atakującego. Brał udział w Igrzyskach Olimpijskich w Atlancie w 1996 roku. Brazylijczycy w grupie zajęli 2. miejsce, ale odpadli w ćwierćfinale po zaciętym meczu z reprezentacją Jugosławii (2:3), która później sięgnęła po brązowy medal olimpijski.

## Sukcesy klubowe[6]
Liga brazylijska:
- 1997
- 2001

Puchar Portugalii:
- 2000

Liga portugalska:
- 2000

Liga argentyńska:
- 2006, 2008
- 2005

Puchar ACLAV:
- 2005[7]

## Sukcesy reprezentacyjne[8]
Mistrzostwa Świata Kadetów:
- 1989[9]

Mistrzostwa Świata Juniorów:
- 1993

Liga Światowa:
- 1995
- 1994

Mistrzostwa Ameryki Południowej:
- 1995

Puchar Świata:
- 1995